# Cabasset

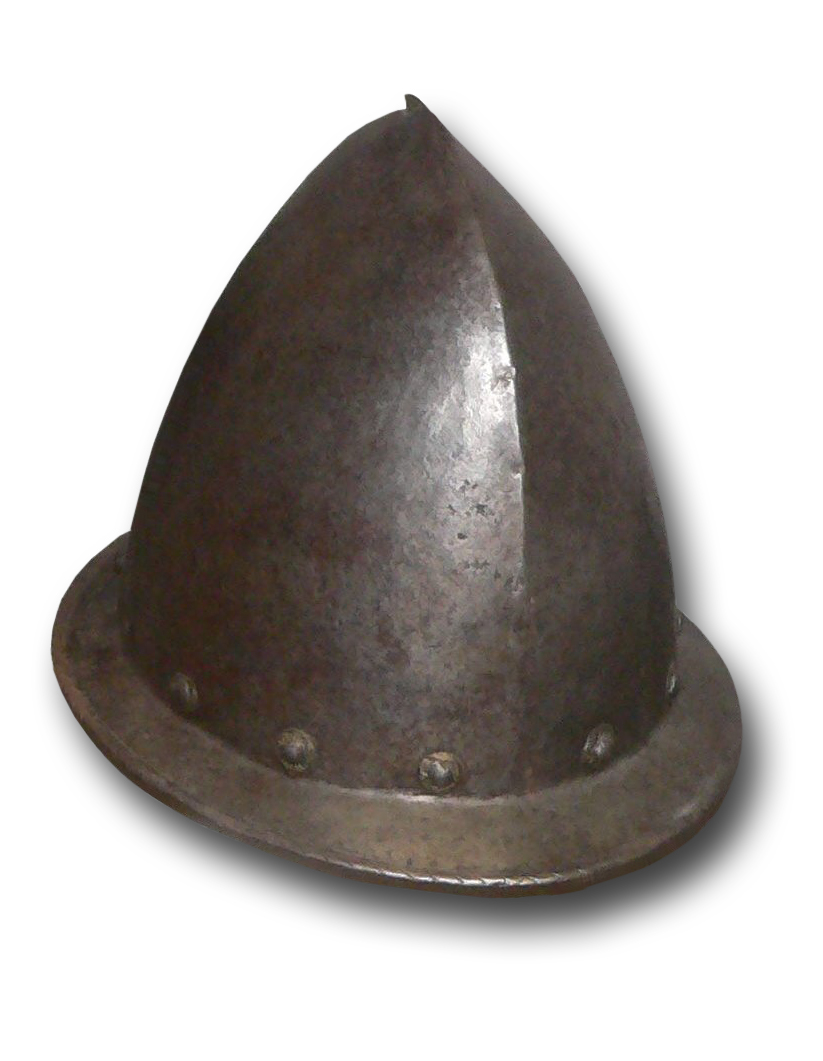
Een cabasset

Een cabasset is een type helm dat in Europa gebruikt werd door de infanterie en lichte cavalerie vanaf de eerste helft van de 16e eeuw tot in de 17e eeuw. De naam is afkomstig van het Spaanse woord capacete, dat 'kleine hoed' betekent, of van het Spaanse woord cabeza, dat 'hoofd' betekent.
De cabasset werd samen met de morion ontwikkeld vanuit de middeleeuwse stalen helm. De peervormige cabasset heeft geen brede rand en opstaande kam en wijkt hierin af van de morion. Bij voorkeur werd de cabasset uit één staalplaat vervaardigd. Kwalitatief minder goede modellen bestonden uit twee stalen delen die aan elkaar geklonken werden; dit betreft vaak de latere modellen.
De hoogte van de helm is ongeveer 22 cm, de grootste doorsnede is maximaal 29 cm en het gewicht is ongeveer een kilo.